# Symplectoscyphus sibogae
Symplectoscyphus sibogae är en nässeldjursart som först beskrevs av Chantal Billard 1924.  Symplectoscyphus sibogae ingår i släktet Symplectoscyphus och familjen Sertulariidae. Inga underarter finns listade i Catalogue of Life.